# 알렉세이 잠노프
알렉세이 유리예비치 잠노프(러시아어: Алексе́й Ю́рьевич Жамно́в, 1970년 10월 1일~)는 소련과 러시아의 아이스하키 선수, 지도자로 포지션은 센터이다. 현재 러시아 국가대표팀의 감독을 맡고 있다. 소련 아이스하키 선수권 대회의 CSKA 모스크바에서 선수 생활을 시작하였고, 소련 해체 후에는 북아메리카로 건너가 내셔널 하키 리그(NHL)의 위니펙 제츠, 시카고 블랙호크스, 필라델피아 플라이어스, 보스턴 브루인스에서 활약했다.
소련 국가대표팀의 일원으로 활약하여 1988년 동계 올림픽과 1990년 세계 아이스하키 선수권 대회에서 우승을 차지했다. 소련 해체 후에는 1992년 동계 올림픽에서 금메달을 획득하였고, 이후 러시아 국가대표팀의 일원으로 1998년 동계 올림픽 은메달, 2002년 동계 올림픽 동메달을 획득했다.